# عضدالملک

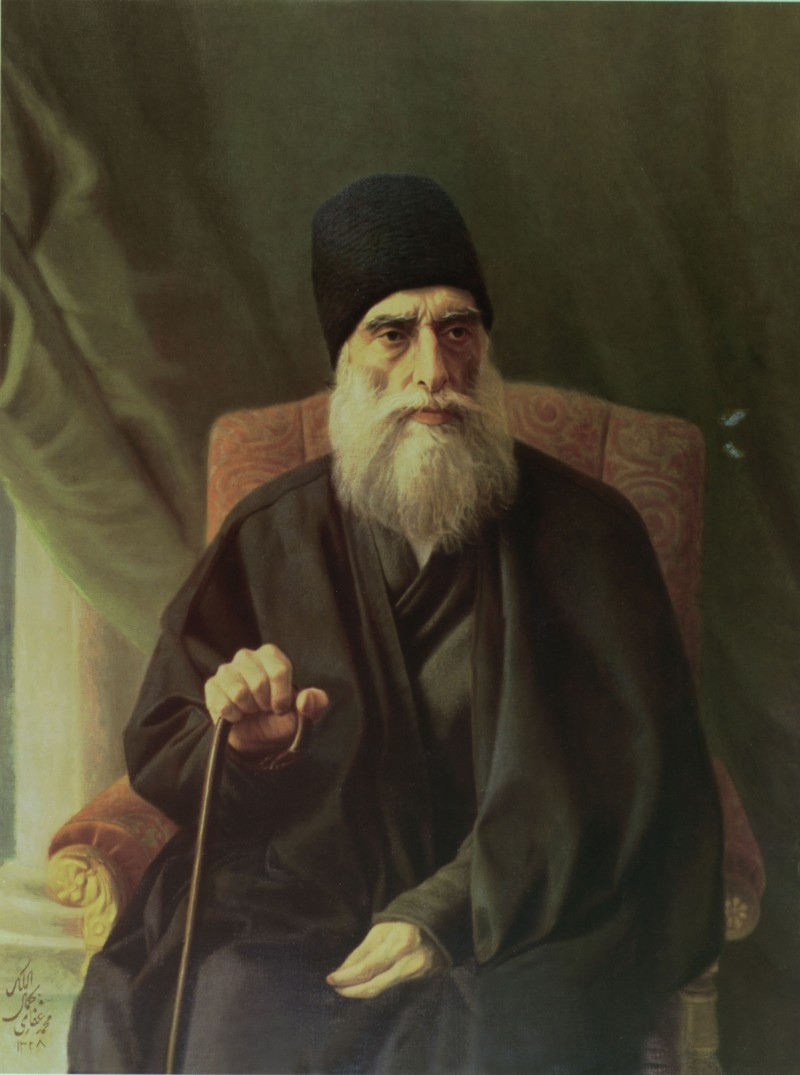
پرتره عضدالملک اثر کمال‌الملک

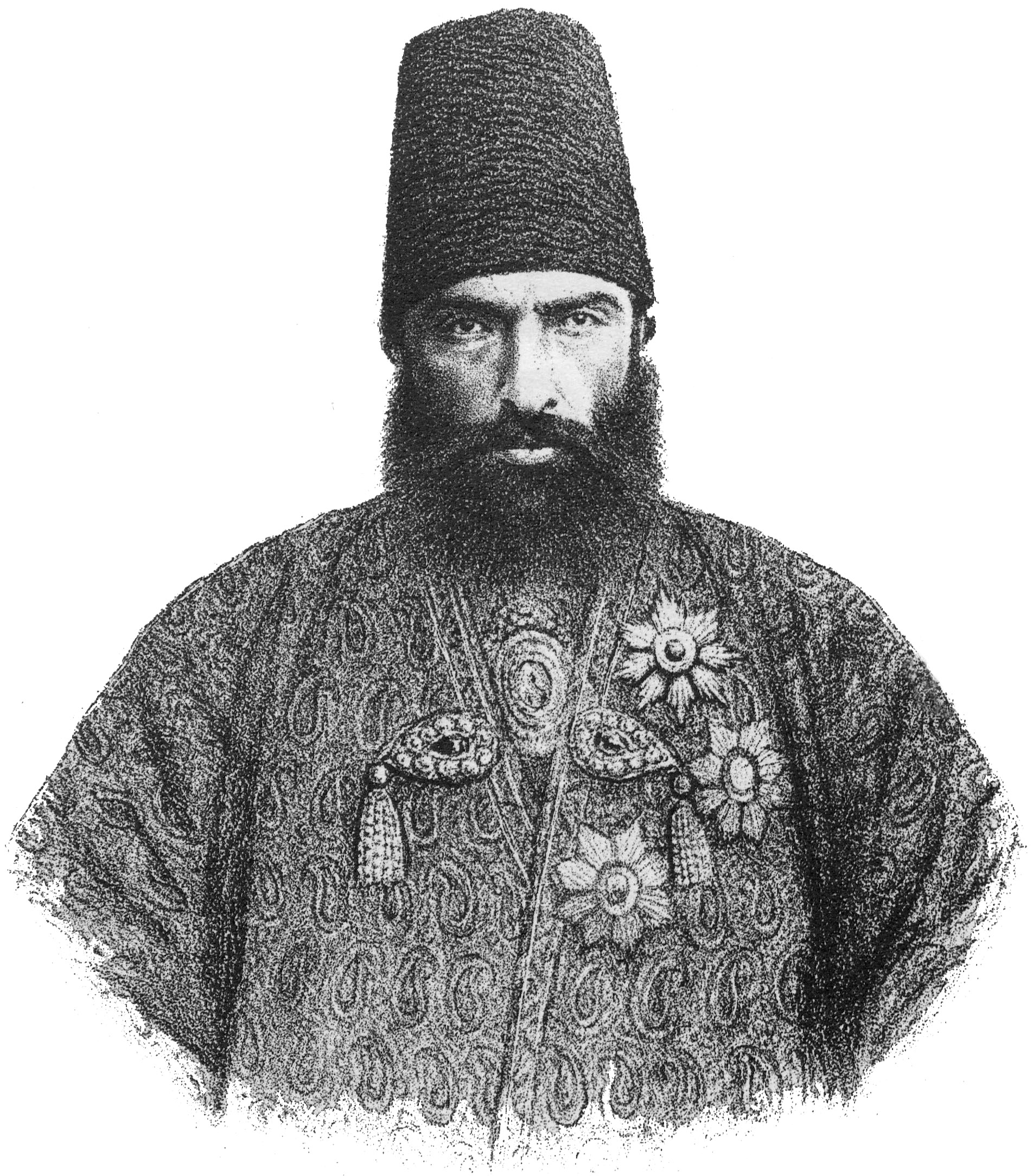
عضدالملک در زمانی که وزیر حضور دربار ناصرالدین‌شاه بود. (اثر ابوتراب غفاری در حدود ۱۳۰۰ قمری)

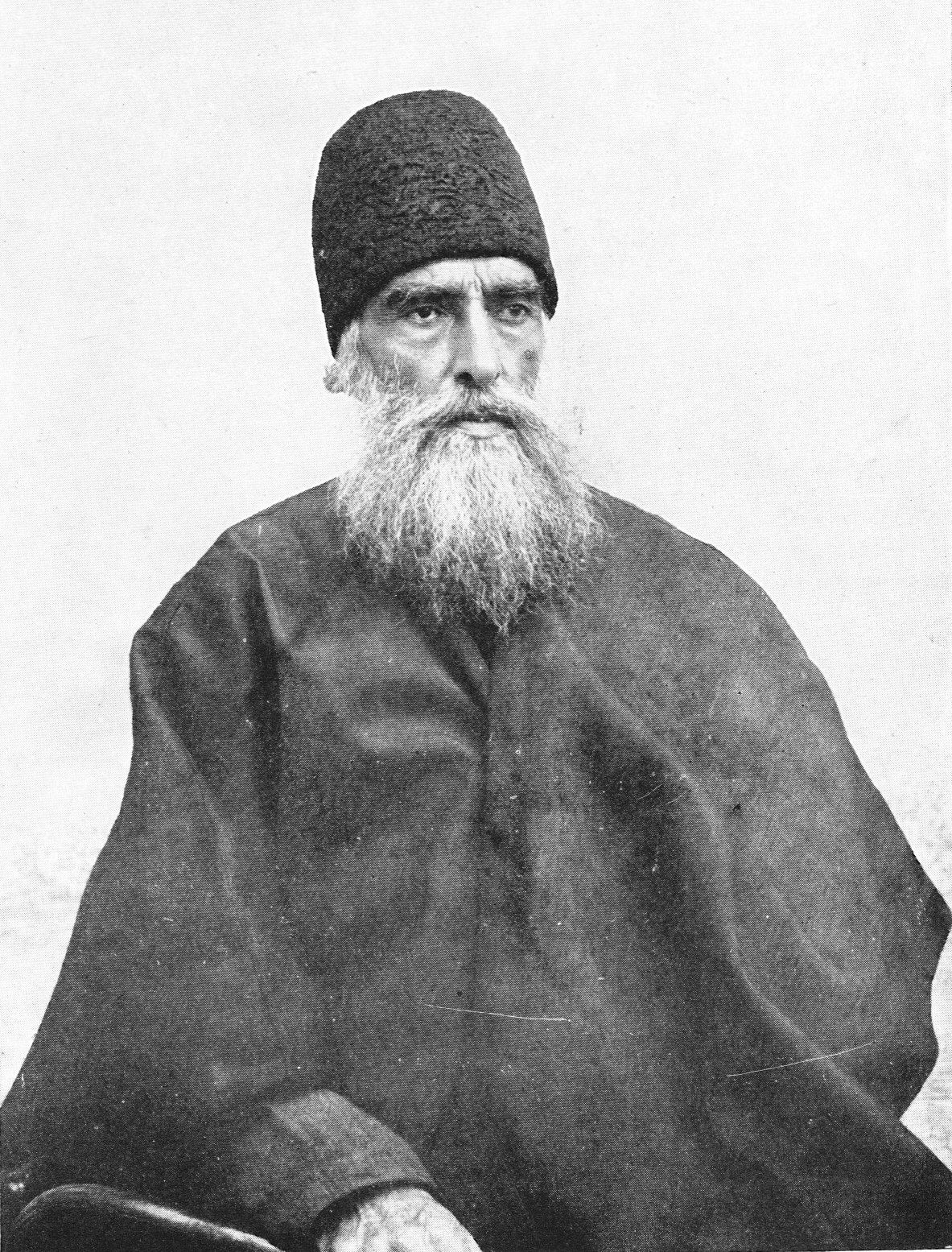
عضدالملک

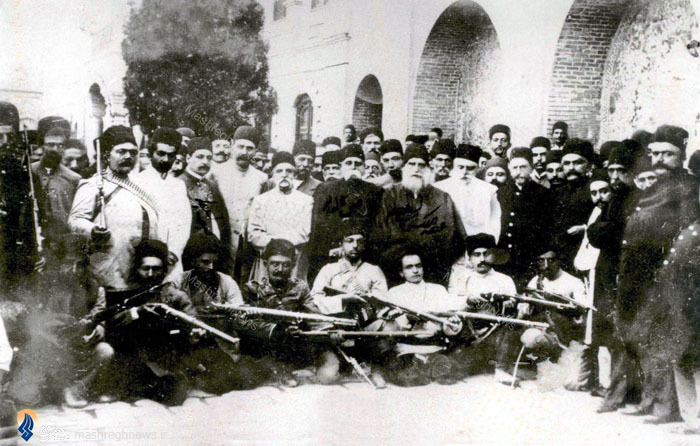
علی رضا خان عضدالملک در بین فاتحان تهران پس از مشروطه دوم

علی‌رضاخان عضدالملک (زاده ۱۲۰۲، ۱۲۳۸ قمری – درگذشته  ۳۰شهریور ۱۲۸۹، ۱۷ رمضان ۱۳۲۸ قمری) اولین نایب‌السلطنه احمدشاه قاجار بود. او پسر موسی‌خان قاجار و از ایل قاجار بود و در دربار چند تن از شاهان قاجار خدمت می‌کرد.
در سال ۱۲۸۳ قمری وی را به همراه خشت‌های طلا به عتبات فرستادند تا حرم عسکریین را تذهیب کند. در ۱۲۸۵ قمری لقب عضدالملکی دریافت کرد. پس از چندی در همان سال به منصب خازن مهر نایل شد.
در ۱۲۸۷ قمری پس از بازگشت از سفری که به همراه شاه به عتبات رفته بود به حکومت مازندران منصوب شد. کمی بعد به منصب نظارت خاصه و خوانسالاری اعظم رسید. در همان حین جزو وزرای اربعه به‌شمار می‌رفت.
در ۱۲۹۰ به همراه شاه به اروپا رفت و پس از بازگشت در کنار سایر مناصب، ایلخان ایل قاجار شد. در ۱۲۹۱ قشون کل ایران به چهار بخش تقسیم شدند و او را به فرماندهی کل قشون مازندران، استرآباد، سمنان، دامغان، شاهرود، بسطام، گلپایگان، خوانسار و همچنین قراول مخصوص شاه گماردند.
کمی بعد او را جزو وزاری سته یا وزرای مختار دربار قرار دادند. در ۱۲۹۲ به وزارت عدلیه و ریاست صنادیق عدالت نیز رسید.
در سال ۱۲۹۵ قمری بار دیگر به همراه شاه به اروپا رفت.
در ۱۳۰۰ قمری نیز به وزارت حضور همایون نائل شد.
عضدالملک در حدود نود سال عمر کرد و مجلس دوم مشروطه در نهم ذیقعده ۱۳۲۷ (آذر ۱۲۸۸) او را به نایب السلطنگی احمد شاه برگزیداما وی ده ماه بعد در عصر همین مجلس وفات در هفدهم رمضان ۱۳۲۸، برابر با ۳۰ شهریور ۱۲۸۹ درگذشت و به جایش ناصرالملک نائب السلطنه شد. عضدالملک جمعاً هجده ماه نائب السلطنه ایران بود.
پسرش مصطفی خان مشیرالسلطنه (امیرسلیمانی) در دوره پهلوی سناتور مجلس سنا شد.